# 伊林根
伊林根（德語：Illingen，發音：[ˈɪlɪŋən]）是德国萨尔兰州诺因基兴县的市镇，面积36.09平方千米，2023年12月31日人口为15,987人。